# Catedral de los Santos Justo y Pastor (Alcalá de Henares)
La Santa e Insigne Catedral-Magistral de los Santos Justo y Pastor es una iglesia catedralicia de culto católico dedicada a los Santos Justo y Pastor. Está situada en el distrito centro de Alcalá de Henares (Comunidad de Madrid, España), en la plaza de los Santos Niños.
La catedral es el principal templo de la diócesis de Alcalá de Henares, sede del Obispo, así como del Cabildo catedralicio. Data de 1514 y presenta un marcado estilo gótico isabelino. Es, junto con la iglesia de San Pedro de Lovaina (Bélgica), el único templo en el mundo que posee el título de Iglesia Magistral, lo que suponía que todos sus canónigos debían ser doctores en teología.

## Historia

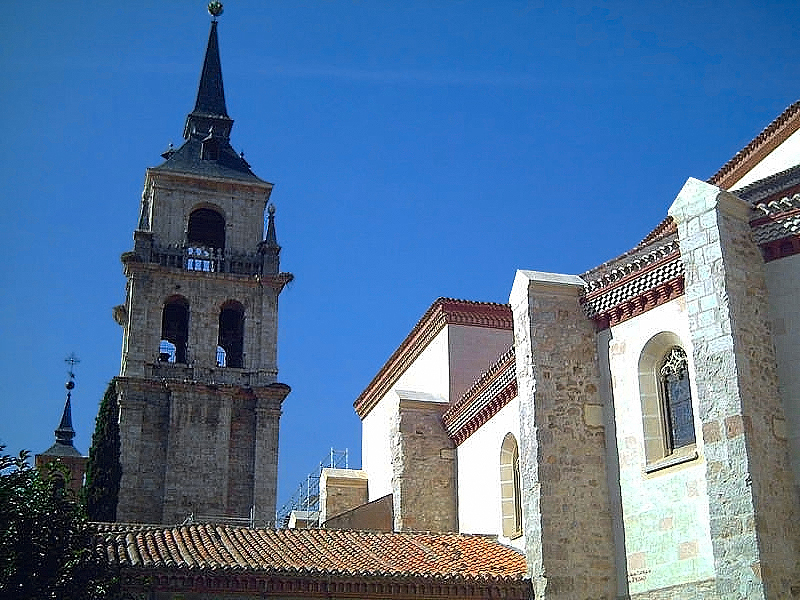
La torre, vista desde el este

La historia del templo se remonta a la Hispania romana, a la llamada Gran persecución de los cristianos durante el gobierno de Diocleciano (284–305). En ese contexto se produce, según la leyenda, el martirio de los Santos Justo y Pastor que, con siete y nueve años de edad, son ejecutados en 304 en las afueras de Complutum por su oposición a rehusar del cristianismo.
En el lugar donde fueron ejecutados, y con el cristianismo dominando en el imperio, se levanta una capilla para albergar sus restos en 414. Durante el periodo visigodo se convirtió en catedral, y sus obispos aparecen en los distintos concilios de Toledo desde el siglo VI. En el año 1053 Alcalá (o más bien el castillo de Alcalá la Vieja) fue conquistada por Fernando I de León. Al año siguiente los musulmanes la reconquistan, destruyendo como represalia la catedral, obligando a los mozárabes a trasladarse a Guadalajara y siendo enviados los restos a la actual provincia de Huesca, hasta que en 1118 se reconquista la ciudad y el templo se reconstruye en 1122. Sin embargo, el arzobispo de Toledo Raimundo de Sauvetat consigue, gracias a su amistad con el papa Urbano II que no se restituya la diócesis de Alcalá, y obtiene en 1129 la donación de Alcalá y sus tierras al arzobispado de Toledo de parte de Alfonso VII.
El arzobispo Carrillo (1446–1482) reconstruye la iglesia y la eleva a la categoría de colegiata. En la época del Cardenal Cisneros (1495–1517) se la otorga el título de "Magistral" y se proyecta el actual edificio, construyéndose entre 1497 y 1515 en un estilo gótico típico de esa etapa. La portada presenta rasgos flamígeros; la torre se construye entre 1528 y 1582, recibiendo su aspecto actual en 1618, mientras que el claustro procesional y la capilla de San Pedro se incorporan en el conjunto en el siglo XVII.
En 1904 la Magistral es declarada Monumento nacional. El 21 de julio de 1936, al inicio de la guerra civil española, la iglesia es incendiada perdiendo prácticamente todos sus tesoros, salvándose algunas rejas y unas sillas del antiguo coro. En 1991 se restaura la diócesis de Alcalá y es elevada a la categoría de catedral-magistral, recuperando aquella diócesis complutense que hubo desde el siglo V hasta el año 1099.

## Exterior

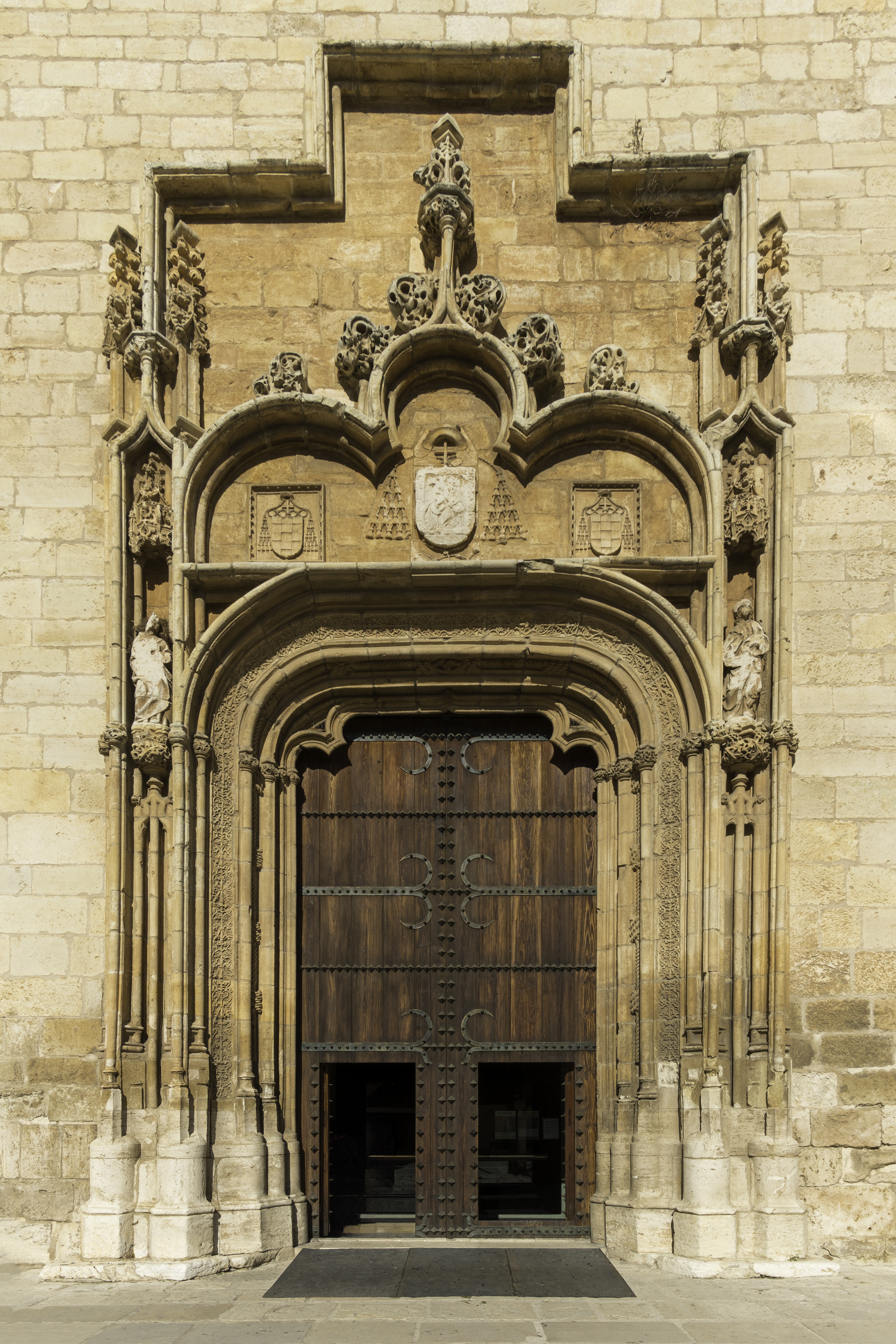
Portada occidental.

El exterior del templo es sencillo y austero. Las paredes están cubiertas por esgrafiados de tipo segoviano. Destacan la portada de la fachada occidental, de estilo gótico florido, en cuyo medallón central se representa a san Ildefonso; y la alta torre, de 62 metros de altura, obra de Rodrigo Gil de Hontañón y Rodrigo Argüello, de estilo herreriano, es cuadrangular en su base y está coronada por un chapitel madrileño con los clásicos adornos de bola, veleta y cruz.
La catedral cuenta con un severo claustro del siglo XVII con arquerías entre pilastras. Los suelos aparecen cubiertos por alfombras renacentistas procedentes de conventos alcalaínos. Desde el claustro se accede a la Sala Capitular y a la antigua biblioteca, decorada por Angelo Nardi, ahora Museo Catedralicio que cuenta con el sepulcro del Arzobispo Carrillo.

## Interior
El interior del edificio está dividido en tres naves, cubiertas por bóvedas de crucería apoyadas sobre pilares fasciculados. La forma general del edificio se asemeja a la tradicional planta de cruz latina con marcado transepto. El edificio entero sufrió mucho en 1936 durante la guerra civil española, y se perdieron innumerables obras de arte y objetos de gran valor histórico, devocional y sentimental. Actualmente el templo alberga, aparte de sus funciones religiosas, un centro de interpretación y el museo catedralicio.

### Nave central

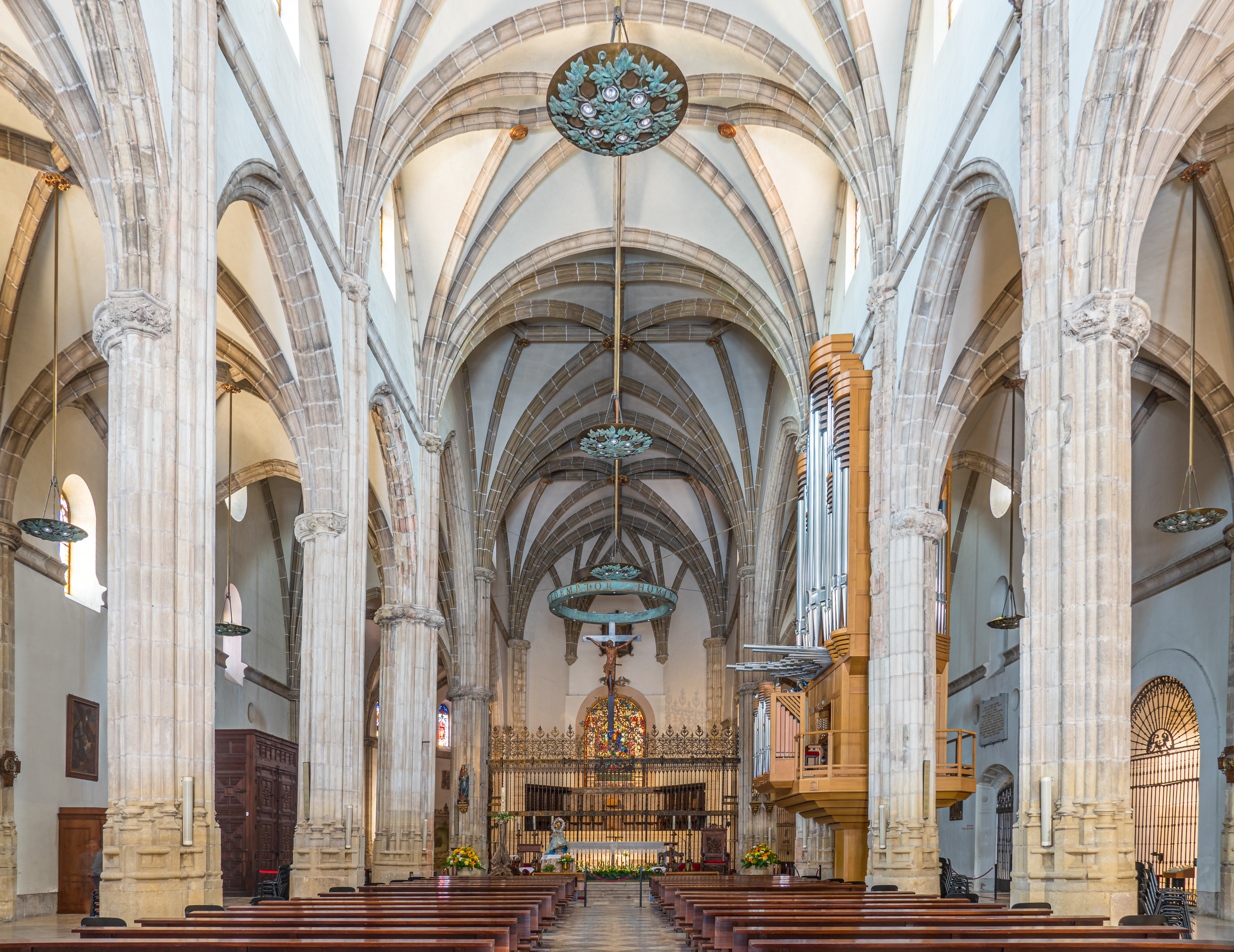
Nave central

Alzada sobre las naves laterales, sorprende la falta del retablo mayor, que fue una obra gótica con tablas pintadas alusivas a la Pasión de Cristo. En el presbiterio, se conserva una mesa regalada por el papa Sixto V a Felipe II. El espacio está presidido por la imagen de la llamada Virgen de Cisneros, y cerrado por una excelente reja, una de las que sobrevivieron al incendio de 1936. El ábside posee recios contrafuertes al exterior y una girola en la que se alternan tramos triangulares y rectangulares apoyados en pilastras góticas con cardinas. En la misma girola está la cripta de los santos Justo y Pastor. Allí se conserva una urna, con relieves en plata y oro, obra de los hermanos Zureno (1702), en el que reposan los restos de los santos y la piedra en la que fueron martirizados. Estas reliquias fueron trasladados a Huesca y posteriormente a Francia durante la invasión musulmana.

### Nave del Evangelio
Prácticamente no se conserva nada del templo antiguo en esta nave. El espacio se ha destinado a centro de interpretación de la catedral.

### Nave de la Epístola
En esta nave se sitúan las capillas más importantes, y la parroquia de San Pedro. Esta última fue construida en 1622; presenta una portada de granito en estilo herreriano y un interior barroco, con cúpula de media naranja.
La capilla de la Virgen del Val alberga la imagen de la patrona de Alcalá. La del Ecce Homo presenta una singular estructura en la techumbre que contrasta con la sencilla entrada en arco de medio punto. En la capilla que lleva su nombre se venera el cuerpo incorrupto de san Diego de Alcalá, que se expone a los fieles cada 13 de noviembre, día de su festividad.
De las once capillas que poseía la catedral originariamente, solo se conservan cinco, y los lados correspondientes a las otras seis están pintados en la pared sugiriendo el espacio faltante.
Tras la elevación del templo a catedral, el interior fue restaurado y renovado. Se efectuaron excavaciones que pusieron de manifiesto enterramientos de los siglos XVI, XVII y XVIII.

## Museo Diocesano
Inaugurado en diciembre de 1997. Destaca la sección monográfica dedicada a los Santos Niños Justo y Pastor, y el sepulcro del Arzobispo Carrillo; además muestra el Tesoro, compuesto por objetos de orfebrería religiosa, pinturas, arte suntuario y vestiduras litúrgicas.

## Personajes enterrados

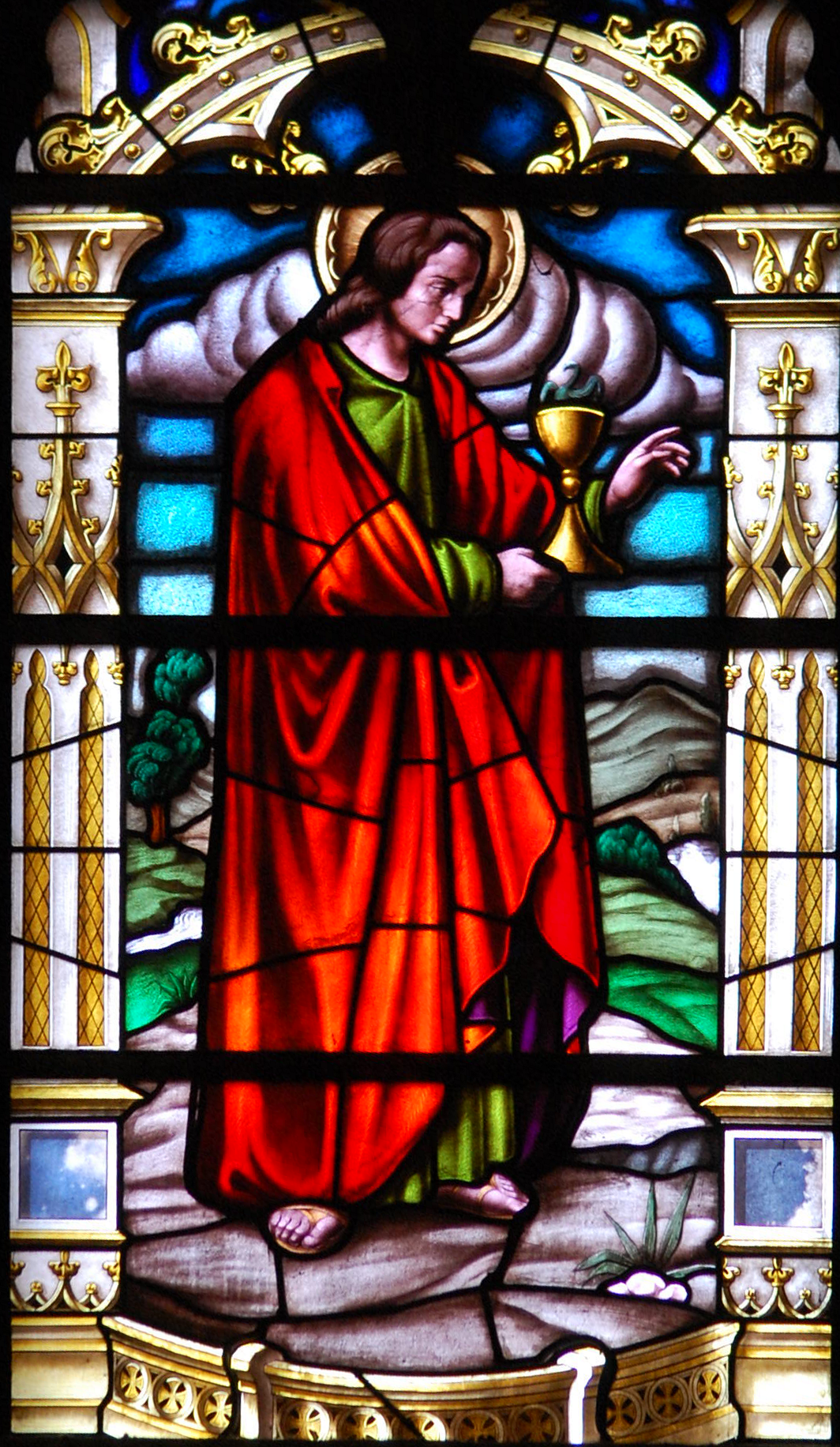
Vidriera policromada de San Félix de Alcalá

- Santos niños Justo y Pastor (¿? - 304) sus restos están repartidos entre Alcalá de Henares y Huesca.
- San Diego de Alcalá (1400-1463)
- Arzobispo Alfonso Carrillo de Acuña (1410-1482)
- Cardenal Cisneros (1436-1517) aunque su sepulcro está en la Capilla de San Ildefonso.
- Gregorio Fernández (¿? - 1518) sepulcro de alabastro en la girola.
- Arzobispo García Loaysa y Girón (1534-1599)[10]

## Conferencias
En 2015 se impartió en el Palacio Arzobispal de Alcalá de Henares el ciclo de conferencias titulado "500 años. La Magistral de Cisneros". Organizado por la Institución de Estudios Complutenses, la diócesis de Alcalá y la Dirección General de Bellas Artes.
- Javier García Lledó. Arqueología del Campo Laudable. 13/10/2015.
- María Jesús Vázquez Madruga. De parroquia a colegiata. 20/10/2015.
- Áurea de la Morena. La obra de Cisneros. 29/10/2015.
- Antonio Marchamalo. La Magistral y la Ilustración. 17/11/2015.
- José María San Luciano. El siglo de don Liborio. 26/11/2015.
- Vicente Sánchez Moltó. Destrucción y salvación. 10/12/2015.
- Carlos Clemente. Setenta y cinco años de restauraciones. 15/12/2015.